# Antônio Carlos Devellis
Antônio Carlos Develis (Jaú, 21 de dezembro de 1965) é um ex-futebolista brasileiro, que atuava como ponta-esquerda.

## Carreira
Foi revelado pelo XV de Jaú nos anos 80.
Em 1985, foi Campeão Mundial Sub-20 com a Seleção Brasileira.
Chegou a ter rápida passagem pelo Santos, por empréstimo no segundo semestre de 1986, mas não emplacou.
No ano seguinte, esteve no elenco do Sport Recife Campeão Brasileiro de 1987.
Em 1990, após um bom Campeonato Paulista pelo XV de Jaú, foi contratado por empréstimo pelo Corinthians. Começou o Brasileirão de 1990 como titular, estreando em 2 de setembro no empate com o Vitória em 0 a 0. Perdeu a posição para Mauro no decorrer da competição, mas fez parte do elenco corintiano Campeão Brasileiro daquele ano. Com a camisa corintiana, fez 13 jogos (6 vitórias, 5 empates e duas derrotas) e marcou apenas um gol, contra o Fluminense, no Pacaembu, no dia 19 de setembro de 1990, em partida vencida pelo alvinegro por 1 a 0.
Depois do Corinthians, Antônio Carlos jogou no Yamaha do Japão (atual Júbilo Iwata), no Paysandu, onde chegou no segundo semestre de 1994 e voltou no segundo semestre do ano seguinte, e no São José (SP).

## Títulos
Sport Recife
- Campeonato Brasileiro: 1987

Corinthians
- Campeonato Brasileiro: 1990

Seleção Brasileira
- Campeonato Sul-Americano de Futebol Sub-20: 1985
- Copa do Mundo FIFA Sub-20: 1985[3]